# (6686) Hernius
(6686) Hernius est un astéroïde de la ceinture principale.

## Description
(6686) Hernius est un astéroïde de la ceinture principale. Il fut découvert le 22 août 1979 à La Silla par Claes-Ingvar Lagerkvist. Il présente une orbite caractérisée par un demi-grand axe de 2,95 UA, une excentricité de 0,10 et une inclinaison de 2,4° par rapport à l'écliptique.

## Compléments